# Korsholms kyrka
Korsholms kyrka (uttalas [Korshólm]) är församlingskyrka för Korsholms svenska församling. Byggnaden, som ligger i Gamla Vasa, ritades av Carl Fredrik Adelcrantz och uppfördes mellan åren 1776 och 1786. Byggnaden räknas som en av de främsta representanterna för den gustavianska stilen i Finland  och fungerade ursprungligen som hovrättsbyggnad.

## Från hovrätt till kyrka
Efter Vasa brand år 1852 beslöts att staden skulle flyttas närmare kusten. Hovrättsbyggnaden var en av de få som undgick den stora branden. I Vasa byggdes en ny kyrka och också hovrätten fick ett nytt hus. Den gamla hovrätten stod därför oanvänd. Då landskommunen ännu inte hade någon kyrka efter den förstörda gråstenskyrkan Sankta Maria från 1300-talet beslöt kejsaren att överlåta den tidigare hovrättsbyggnaden till församlingen för att användas som kyrka. Ombyggnaden planerades av Vasas dåvarande länsarkitekt Carl Axel Setterberg och gjordes mellan åren 1862 och 1863. Fasaden bevarades men invändigt revs väggar och kyrkan försågs med innervalv. Klockstapeln byggdes av tegel från valven i den medeltida kyrkan. En av kyrkklockorna är gjuten av metallen från de gamla kyrkklockorna.

## Bevarade föremål
Den altartavla som föreställer Jesus i Getsemane fanns ursprungligen i den förstörda gråstenskyrkan. Också takkronorna från 1700-talet, nattvardssilvret och en medeltida mässkrud kunde räddas från denna.

## Orgel
Den första orgeln byggdes av Th. Buchert från Valkjärvi och hade 21 stämmor. Den förnyades 1914 till en 25 stämmor. Den nuvarande orgeln togs i bruk 1972 och har 34 stämmor. Orgeln byggdes av Grönlunds orgelbyggeri i Sverige. Orgelfasaden är Bucherts ursprungliga fasad. 
Kyrkan restaurerades 1987. 
Den nuvarande kyrkan har inemot 900 sittplatser.